# Long legged woman dressed in black
Long legged woman dressed in black is een single van Mungo Jerry. Het is afkomstig van hun album Long legged woman. Het door de gitarist van de band Ray Dorset geschreven nummer betekende de laatste hit van Mungo Jerry in het Verenigd Koninkrijk. Het succes van In the summertime, dat aldaar de beste verkochte single in 1970 was, kon Woman niet evenaren. De pianist is waarschijnlijk Colin Earl, later bij Foghat.

## Hitnotering
In Nederland bleef het buiten de hitparades.

### BelgischeBRT Top 30
| Hitnotering: 25-5-1974 t/m 1-6-1974 | Hitnotering: 25-5-1974 t/m 1-6-1974 | Hitnotering: 25-5-1974 t/m 1-6-1974 |
| Week:                               | 1                                   |                                     |
| ----------------------------------- | ----------------------------------- | ----------------------------------- |
| Positie:                            | 18                                  | uit                                 |

### UK Singles Chart
| Hitnotering: 6-4-1974 t/m 7-6-1974 | Hitnotering: 6-4-1974 t/m 7-6-1974 | Hitnotering: 6-4-1974 t/m 7-6-1974 | Hitnotering: 6-4-1974 t/m 7-6-1974 | Hitnotering: 6-4-1974 t/m 7-6-1974 | Hitnotering: 6-4-1974 t/m 7-6-1974 | Hitnotering: 6-4-1974 t/m 7-6-1974 | Hitnotering: 6-4-1974 t/m 7-6-1974 | Hitnotering: 6-4-1974 t/m 7-6-1974 | Hitnotering: 6-4-1974 t/m 7-6-1974 | Hitnotering: 6-4-1974 t/m 7-6-1974 |
| Week:                              | 1                                  | 2                                  | 3                                  | 4                                  | 5                                  | 6                                  | 7                                  | 8                                  | 9                                  |                                    |
| ---------------------------------- | ---------------------------------- | ---------------------------------- | ---------------------------------- | ---------------------------------- | ---------------------------------- | ---------------------------------- | ---------------------------------- | ---------------------------------- | ---------------------------------- | ---------------------------------- |
| Positie:                           | 43                                 | 36                                 | 25                                 | 18                                 | 14                                 | 13                                 | 19                                 | 20                                 | 35                                 | uit                                |